# Battaglia di Maes Moydog
La battaglia di Maes Moydog venne combattuta nella piana di Moydog in Galles il 5 marzo 1295 tra le forze dei gallesi di Madoc ap Llywelyn e gli inglesi del re Edoardo I d'Inghilterra, al comando di William de Beauchamp, IX conte di Warwick. Lo scontro si chiuse con una netta vittoria inglese.